# Ku Hyo-sŏ
Ku Hyo-sŏ (* 25. September 1958 in Ganghwa-gun, Incheon) ist ein südkoreanischer Schriftsteller.

## Leben
Ku Hyo-sŏ wurde am 25. September 1958 in Incheon geboren. Seine Karriere als Schriftsteller begann er mit der Veröffentlichung seiner Kurzgeschichte Madi (마디). Seitdem hat Ku mehr als zwanzig Romane und Kurzgeschichtenbände herausgebracht. Sein literarischer Stil umfasst ein sehr breites Spektrum, in einem solchen Ausmaß, dass kein anderer koreanischer Autor so schwer zu kategorisieren ist wie er. Aus diesem Grund wird er oft auch als 'Schriftsteller-Nomade' bezeichnet. Insofern hat er unzählige Male neue, verschiedenartige Stile verfolgt und mit ihnen experimentiert. Da Ku in einem Dorf ohne Elektrizität und Radio aufwuchs, bestaunt er den Fakt, dass er in einer Ära lebt, in der man durch Fernsehen und Internet die ganze Welt auf einen Blick sehen kann. Er kann als Schriftsteller beschrieben werden, der konstant nach neuen Richtungen in der Literatur sucht, ohne dabei den raschen Veränderungen der Gesellschaft den Rücken zuzuwenden. 
Kus frühe Werke sind bekannt für ihren realistischen Stil, der sich auf Geschichte und Gesellschaft konzentriert. Sein Erstlingswerk Madi spricht das Leid von Frauen in der modernen koreanischen Geschichte an, von der Zeit ab dem Koreakrieg bis hin zum Aufstand in Gwangju. Die Geschichten in seinem ersten Sammelband Ob der Sonnenaufgang wohl wiederkommt (노을은 다시 뜨는가) stellen dar, wie das Leiden der modernen Geschichte fortlebt, im Leiden von einzelnen Individuen. 
In den neunziger Jahren begann Ku eine Reihe von Möglichkeiten der erzählenden Literatur zu erkunden. Zusätzlich zu seinem Roman Radio, Radio (라디오라디오), der romantisch von Volksweisen und traditioneller agrarischer Gesellschaft erzählt, deckt sein zweiter Sammelband Da war ein Lautsprecher und da war ein Schütze (확성기가 있었고 저격병이 있었다) die Brutalität hinter dem Mechanismus von Information auf. Die Kurzgeschichten in seinem Sammelband Ihre schmalen Wangen (그녀의 야윈 뺨) bestechen aufgrund ihrer sinnbildlichen und fantastischen Strukturen, die die Bedeutung von kreativem Schreiben und die der literarischen Institution in Frage stellen. Der Sammelband Das Dorf ohne Dosenöffner (깡통따개가 없는 마을) und der Roman Ein fremder Sommer (낯선 여름) sprechen die Leere von städtischem Leben in einer industrialisierten Gesellschaft an.

## Arbeiten

### Koreanisch (Auszug)

#### Kurzgeschichten Sammelbände
- 노을은 다시 뜨는가 Ob der Sonnenaufgang wohl wiederkommt (1990)
- 확성기가 있었고 저격병이 있었다 Da war ein Lautsprecher und da war ein Schütze (1993)
- 깡통따개가 없는 마을 Das Dorf ohne Dosenöffner (1995)

#### Romane
- 늪을 건너는 법 Wie man einen Sumpf durchquert (1991)
- 낯선 여름 Ein fremder Sommer (1994)
- 라디오라디오 Radio, Radio (1995)
- 비밀의 문 1,2 Die geheime Tür (in zwei Bänden) (1996)
- 오남리 이야기 Die Geschichte vom Dorf Onam (1998)
- 악당 임꺽정 1,2 Im Kkŏk-chŏng, der Verbrecher (in zwei Bänden) (2000)
- 나가사키 파파 Nagasaki Papa (2007)

## Auszeichnungen
- 1994: 한국일보 문학상 (Hankook Ilbo Literaturpreis)
- 2007: 허균 문학 작가상 (Hŏgyun Literatur Autorenpreis)
- 2007: 한무숙 문학상 (Han Mu-suk Literaturpreis)
- 2013: EBS 라디오 문학상 우수상 (EBS Radio Literaturpreis, 2.Platz)
- 2017: Yi-Sang-Literaturpreis